# Тирон (река)
Тиро́н (исп. Río Tirón) — река на севере Испании, протекает по территории провинции Бургос и Риоха. Правый приток реки Эбро.

## Гидрология
Длина реки составляет 63 км. Площадь водосборного бассейна — 1270 км², из которых 649 км² приходится на территорию провинции Риоха, и 621 км² — на провинцию Бургос. Среднегодовой расход воды — 5,1 м³/с (у НП Кускуррита-де-Рио-Тирон).
| Усреднённый расход воды (м³/сек) реки Тирон по месяцам с 1951 года по 2002 год, замеры производились у населённого пункта Кускуррита-де-Рио-Тирон |

Истоки реки находятся выше 1600 м над уровнем моря, на северных склонах западной части (хребет Сьера-де-сан-Милан) массива Сьерра-де-ла-Деманда. В пределах провинции Бургос протекает по территории комарки Монтес-де-Ока. От истока на юге муниципалитета Фреснеда-де-ла-Сьерра-Тирон до впадения ручья Монтеласелада течёт на северо-восток, затем поворачивает на северо-запад. У впадения Прадолуэнго (ниже Вильягалихо) сворачивает на север. Немного выше Белорадо (у Сан-Мигель-де-Педросо) основным направление течения постепенно становится северо-восток. После впадения Эа и до устья течёт преимущественно на восток. Впадает в Эбро у восточной окраины города Аро на высоте 437 м.
В апреле 2015 года на территории муниципалитета Эррамельюри начались работы по предотвращению эрозии берегов Тирона, на которые было выделено свыше 220 тысяч евро.

### Притоки
Крупнейший приток — Оха (Глера), впадает в Тирон слева в нижнем течении, а также соединяется с ним каналом у Кускуррита-де-Рио-Тирон. От названия реки Оха (río Oja) произошло название региона Риоха.
| Название  | Национальное название | Сторона впадения | Длина |
| --------- | --------------------- | ---------------- | ----- |
| Урбион    | исп. Urbión           | левая            | 15 км |
| Реторто   | исп. Retorto          | левая            | 19 км |
| Баньюэлос | исп. Bañuelos         | левая            | 20 км |
| Энсемеро  | исп. Encemero         | правая           | 12 км |
| Релачиго  | исп. Relachigo        | правая           | 22 км |
| Оха       | исп. Oja              | правая           | 48 км |
| Эа        | исп. Ea               | левая            | 18 км |

## Климат
Согласно наблюдениям с 1975 по 2002 гг., среднегодовое количество осадков на территории бассейна реки Тирон составляет 664 мм, уменьшаясь с юга (869 мм) на север (516 мм). Средняя годовая температура колеблется от 6,5—7 °C в верховьях рек Урбион, Тирион и Оха до 12,5—13 °C в низовьях бассейна. Наивысшие температуры приходятся на июль и август, наименьшие — на декабрь и январь.

## Население
По состоянию на 2005 год в границах бассейна реки Тирон проживало 32 тысячи человек (27 чел./км²). У реки Тирон расположены следующие населённые пункты (от истока к устью): Фреснеда-де-ла-Сьерра-Тирон, Сан-Висенте-дель-Валье, Санта-Олалья-дель-Валье, Вильягалихо, Эскерра, Сан-Мигель-де-Педросо, Белорадо, Фресно-де-Риотирон, Сересо-де-Риотирон, Тормантос, Лейва, Эррамельюри, Очандури, Кускуррита-де-Рио-Тирон, Тирго, Сиури, Ангусьяна и Аро.